# Joana Batista Ramos
Joana Batista Ramos (Pernambuco, 1878 — 1952) foi uma compositora brasileira, a quem se atribui a letra da Marcha número um do Vassourinhas, um dos mais populares frevos do estado de Pernambuco (considerado o hino do Carnaval Pernambucano), em 1909.
Joana Batista Ramos era filha de um músico, Umbelino Jacques e Joana Batista Jacques, e pouco se sabe sobre a sua origem e infância. Era analfabeta, trabalhava como empregada doméstica e terá casado com Amaro Vieira Ramos, com quem teve três filhos. Juntamente com Mathias da Rocha compôs esta música a 6 de Janeiro 1909 no subúrbio de Porto da Madeira, nos arredores de Beberibe, Cajueiro e Peixinhos, e vendeu os seus direitos musicais ao Clube Vassourinhas (que fora fundado em 1889) em 1910, por três mil reis.
| “                                                                                            | Eu, Joana Batista Ramos, declaro que a marcha intitulada Vassourinhas pertencente ao Clube Carnavalesco Mixto Vassourinhas. Foi compositada por mim e o maestro Mathias da Rocha no dia 6 de janeiro de 1909, no Arrabalde de Beberibe em um Mocambo de frente à estação do Porto de Madeira. Dito mocambo, hoje é uma casa moderna. | ” |
| — Joana Batista Ramos, documento do 2º Cartório de Registro Especial de Títulos e Documentos | |   |

## Reconhecimento
- Em 2019 o documentário Joana: se essa Marcha fosse minha foi publicado, realizado pelos jornalistas Camerino Neto e Maíra Brandão.[6][11][2]
- A 25 de julho de 2019, o Dia da Mulher Negra Latino-americana e Caribenha, a Secretaria da Mulher do Recife promoveu a VII Conferência da Mulher do Recife, onde Joana Batista Ramos foi homenageada.[7][11][12]